# Footwork A11C
Chronologie des modèles (1991)
Footwork FA12
La Footwork A11C est la première monoplace de Formule 1 engagée par l'écurie britannique Footwork Racing dans le cadre du championnat du monde de Formule 1 1991. Ayant disputé les trois premiers Grands Prix, elle est pilotée par les Italiens Michele Alboreto et Alex Caffi. L'A11C est définitivement remplacée par la Footwork FA12 à partir du Grand Prix de Monaco.

## Historique

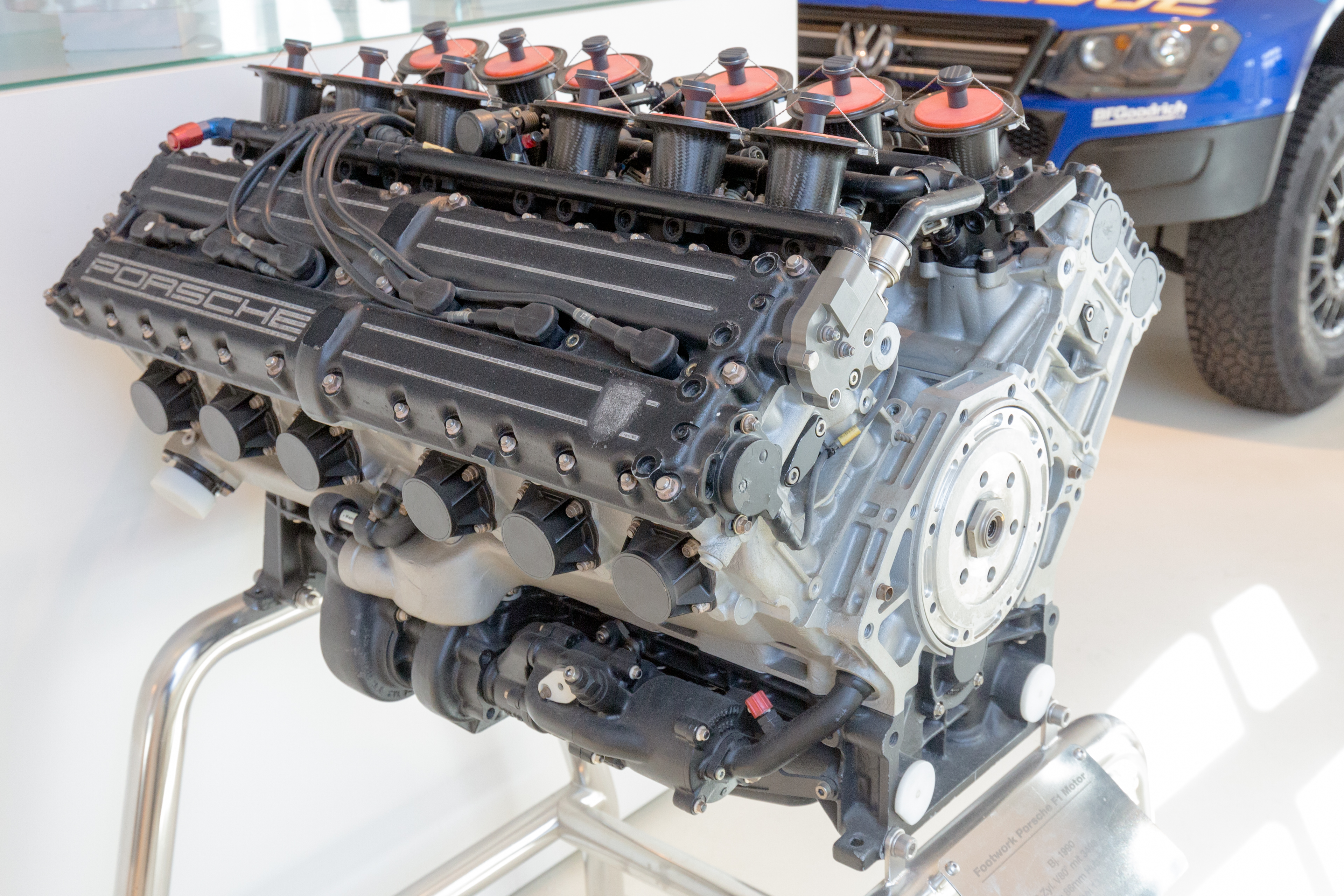
Le moteur V12 Porsche se révèle très fragile et lourd.

La Footwork FA12 n'étant pas prête en début de saison, l'A11C, évolution de l'Arrows A11B de 1990, mue par un moteur Ford-Cosworth, est engagée. Elle s'en distingue toutefois par son moteur V12 Porsche. L'A11C s'avère très peu performante, notamment en raison d'un moteur en fait constitué de deux moteurs V6 accolés et pèse 190 kilogrammes, soit trente de plus que le moteur Honda, qui propulse les McLaren MP4/6, les meilleurs monoplaces du plateau.
Lors du Grand Prix inaugural, aux États-Unis, Caffi n'arrive pas à se qualifier et Alboreto est vingt-cinquième et avant-dernier sur la grille, à 5,5 secondes de la pole position établie par Ayrton Senna. En course, Alboreto lutte en fond de classement et abandonne à mi-course en raison de la casse de sa boîte de vitesses,.
Le second Grand Prix, au Brésil, est encore moins fructueux car aucune monoplace ne se qualifie, Caffi et Alboreto réalisant respectivement les vingt-septième et vingt-neuvième temps, à environ six secondes de Senna.
Enfin, lors du Grand Prix de Saint-Marin, Caffi dispose de la nouvelle FA12, tandis qu'Alboreto doit encore composer avec l'A11C. Si les deux pilotes échouent à se qualifier, Caffi réalise le vingt-neuvième temps, battant son équipier, trentième des qualifications, pour quatre dixièmes de seconde, mais toujours à plus de huit secondes de Senna. La FA12 remplace définitivement l'A11C à partir du Grand Prix suivant, à Monaco.

## Résultats en championnat du monde de Formule 1

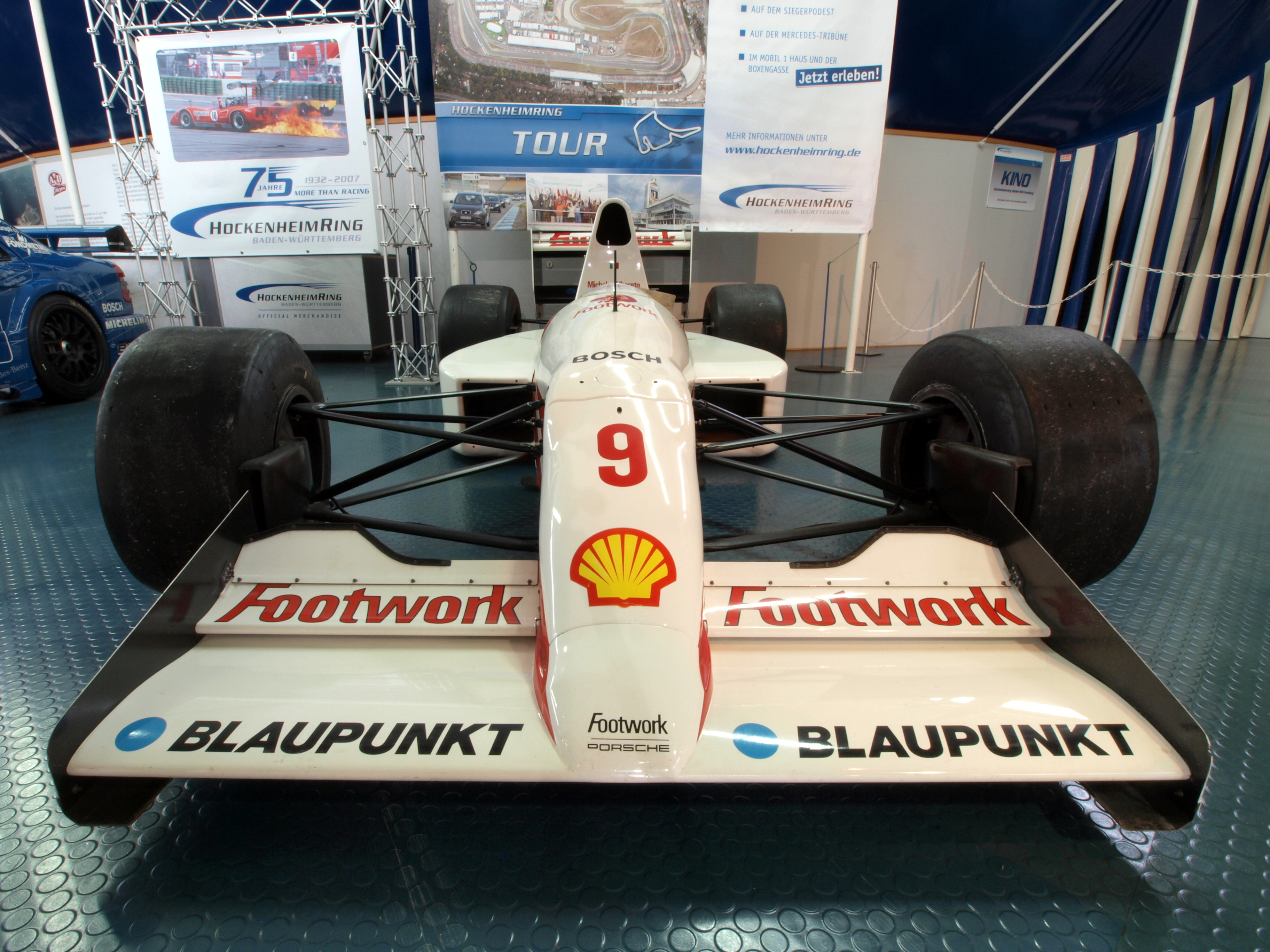
L'avant de la Footwork A11C d'Alboreto, exposée à Hockenheim.

| Saison | Écurie                            | Moteur          | Pneus    | Pilotes          | Courses | Courses | Courses | Courses | Courses | Courses | Courses | Courses | Courses | Courses | Courses | Courses | Courses | Courses | Courses | Courses | Points inscrits | Classement |
| Saison | Écurie                            | Moteur          | Pneus    | Pilotes          | 1       | 2       | 3       | 4       | 5       | 6       | 7       | 8       | 9       | 10      | 11      | 12      | 13      | 14      | 15      | 16      | Points inscrits | Classement |
| ------ | --------------------------------- | --------------- | -------- | ---------------- | ------- | ------- | ------- | ------- | ------- | ------- | ------- | ------- | ------- | ------- | ------- | ------- | ------- | ------- | ------- | ------- | --------------- | ---------- |
| 1991   | Footwork Grand Prix International | Porsche 3.5 V12 | Goodyear |                  | USA     | BRÉ     | SMR     | MON     | CAN     | MEX     | FRA     | GBR     | ALL     | HON     | BEL     | ITA     | POR     | ESP     | JAP     | AUS     | 0               | 17e        |
| 1991   | Footwork Grand Prix International | Porsche 3.5 V12 | Goodyear | Michele Alboreto | Abd     | Nq      | Nq      |         |         |         |         |         |         |         |         |         |         |         |         |         | 0               | 17e        |
| 1991   | Footwork Grand Prix International | Porsche 3.5 V12 | Goodyear | Alex Caffi       | Nq      | Nq      |         |         |         |         |         |         |         |         |         |         |         |         |         |         | 0               | 17e        |

Légende : ici 